# Клуб Вінкс: Магія повертається
«Клуб Вінкс: Магія повертається» (також відомий просто як «Клуб Вінкс» та «Вінкс») — майбутній італійський анімаційний фентезійний телесеріал, створений Іджініо Страффі та продюсований Rainbow і Hampa Animation Studio. Перезапуск серіалу «Клуб Вінкс» 2004 року, дія якого відбувається у чарівному всесвіті та розповідає історію Блум, дівчини-підлітка з планети Земля, яка дізнається, що вона фея. Вступивши до коледжу Алфея, вона потоваришувала з п'ятьма іншими феями та створила групу під назвою «Клуб Вінкс», борючись з низкою ворогів, що загрожує Магічному виміру..
Перший показ заплановано на 8 вересня 2025 року на Rai 2 в Італії та 2 жовтня 2025 року на Netflix інтернаціонально.

## Передмова
Події серіалу розгортаються у вимірі Магікс і розповідають про Блум, дівчину-підлітка з Землі, яка відкриває свої чарівні сили та вступає до Алфеї, школи-інтернату для фей та відьом. Вона потоваришує зі Стеллою, Флорою, Текною, Музою та Аішею, зрештою сформувавши Клуб Вінкс для боротьби з темними магічними силами, досліджуючи теми дружби, ідентичності та збільшення сил. 

## Виробництво
6 листопада 2022 року Іджиніо Страффі оголосив, що «зовсім новий перезавантажений мультсеріал Вінкс, створений за допомогою комп'ютерної графіки, розпочинає виробництво» на студії Rainbow.   У січні 2023 року Paramount (власник Nickelodeon) продала свою частку в Rainbow назад Страффі, що дозволило йому отримати повний творчий контроль над перезавантаженням. 
Розробка проєкту розпочалася як м'яке перезавантаження дев'ятого сезону під назвою «Клуб Вінкс Короткометражки» ще у 2021 році,  але пізніше його було розширено до повнометражного перезавантаження.  Спочатку планувався реліз у 2024 році,  але його було відкладено до вересня 2025 року, причому перші 13 епізодів мали відбутися восени, а решта 13 очікується навесні 2026 року. Перший офіційний прев'ю дебютував на Napoli Comicon 2024.  
«Rainbow» описує перезавантаження як «сучасну фентезійну сагу» з використанням комп’ютерної анімації у 26 епізодах (приблизно по 24 хвилини кожен), поєднуючи повернення до оригінального тону із сучасними темами.   
Перший офіційний трейлер вийде в ефір 19 липня 2025 року. Акторки озвучування Вінкс, Трікс та директорки Гріффін знову візьмуть свої ролі.  
1. ↑  Winx (брит.). Процитовано 13 липня 2025 — через www.bbc.co.uk.
2. ↑  Recently Canceled 'Fate: The Winx Saga' Nabs CG Animated Series Reboot and Live-Action Film. Архів оригіналу за 5 грудня 2022. Процитовано 28 квітня 2023.
3. ↑  Winx Club Animated Reboot Announced by Creator. comicbook.com. 6 листопада 2022. Архів оригіналу за 25 лютого 2023. Процитовано 25 лютого 2023.
4. ↑  SemiColonWeb (24 січня 2023). Good Morning, Cinecittà!. news.cinecitta.com. Архів оригіналу за 25 січня 2023. Процитовано 25 лютого 2023.
5. ↑  Winx Club torna in Tv, dal 14 febbraio le prime stagioni su Rai Gulp. 11 лютого 2021."Winx Club torna in Tv, dal 14 febbraio le prime stagioni su Rai Gulp". 11 February 2021.
6. ↑  Vivarelli, Nick (22 листопада 2023). 'Winx Club' Creator Iginio Straffi Talks 'Very Important' Animated Series Reboot and Reveals New Live-Action Show 'Gormiti'. Variety (амер.). Процитовано 13 липня 2025.Vivarelli, Nick (2023-11-22). "'Winx Club' Creator Iginio Straffi Talks 'Very Important' Animated Series Reboot and Reveals New Live-Action Show 'Gormiti'". Variety. Retrieved 2025-07-13.
7. ↑  Vivarelli, Nick (9 листопада 2022). 'Winx Club' Creator Shops $100 Million Film After Netflix Canceled 'Fate: The Winx Saga' (EXCLUSIVE). Variety (амер.). Процитовано 13 липня 2025.Vivarelli, Nick (2022-11-09). "'Winx Club' Creator Shops $100 Million Film After Netflix Canceled 'Fate: The Winx Saga' (EXCLUSIVE)". Variety. Retrieved 2025-07-13.
8. ↑  Winx Club Official (28 квітня 2024). Winx Club - Brand New Series - First Official Clip. Процитовано 13 липня 2025 — через YouTube.Winx Club Official (2024-04-28). Winx Club - Brand New Series - First Official Clip. Retrieved 2025-07-13 – via YouTube.
9. ↑  Winx Club Official (31 серпня 2024). Winx Club - Brand New Series - EXCLUSIVE PREVIEW!. Процитовано 13 липня 2025 — через YouTube.Winx Club Official (2024-08-31). Winx Club - Brand New Series - EXCLUSIVE PREVIEW!. Retrieved 2025-07-13 – via YouTube.
10. ↑  Milligan, Mercedes (21 жовтня 2024). 'Winx Club' Gets a Magical Makeover in New Teaser for Rainbow's Reboot. Animation Magazine (амер.). Процитовано 13 липня 2025.Milligan, Mercedes (2024-10-21). "'Winx Club' Gets a Magical Makeover in New Teaser for Rainbow's Reboot". Animation Magazine. Retrieved 2025-07-13.
11. ↑  How Rainbow is Reigniting the Magic of 'Winx Club'. www.licenseglobal.com (англ.). Процитовано 13 липня 2025."How Rainbow is Reigniting the Magic of 'Winx Club'". www.licenseglobal.com. Retrieved 2025-07-13.
12. ↑  Winx Club Trailer shows first look at 2025 series. The Nerdy (амер.). 21 жовтня 2024. Процитовано 13 липня 2025."Winx Club Trailer shows first look at 2025 series". The Nerdy. 2024-10-21. Retrieved 2025-07-13.
13. ↑  Winx Club torna a incantare: online il trailer di "The Magic Is Back", la nuova serie in arrivo su Netflix e Rai (італ.). 20 липня 2025.
14. ↑  Winx Club: The Magic is Back | Trailer Ufficiale. Winx Club Italia. 19 липня 2025 — через YouTube.